# Aaron Klug
Aaron Klug OM, PRS (Želva, Lituània, 11 d'agost de 1926 - Cambridge, 20 de novembre de 2018) fou un químic britànic, d'origen lituà, guardonat amb el Premi Nobel de Química l'any 1982.

## Biografia
Va nàixer l'11 d'agost de 1926 a la ciutat lituana de Želva. Als dos anys la seva família es traslladà a Sud-àfrica, on va estudiar química a la Universitat de Witwatersrand a Johannesburg i cristal·lografia a la Universitat de Ciutat del Cap. L'any 1953 rebé el doctorat a la Universitat de Cambridge, universitat en la qual fou director del Laboratori de Biologia Molecular entre 1986 i 1996.
Membre de la Royal Society de Londres, en fou el seu president entre els anys 1995 i 2000, també és membre de l'Acadèmia Francesa de Ciències. L'any 1988 fou nomenat Cavaller i el 1995 li fou concedida l'Cavaller per part de la reina Elisabet II del Regne Unit, com és costum de fer amb els Presidents de la Royal Society.

## Recerca científica
Durant la seva estada a Londres va col·laborar amb Rosalind Franklin, descobridora de l'estructura de l'ADN. Klug va demostrar un gran interès per l'estudi dels virus, descobrint les estructures d'alguns d'ells.
A la dècada del 1970 va utilitzar mètodes de diagrames de difracció de raigs X, que combinats amb la microscòpia electrònica, va aconseguir desxifrar els complexos proteics de l'àcid nucleic així com l'obtenció d'imatges preses en diferents angles, aconseguint la reconstrucció tridimensional de les proteïnes.
L'any 1982 fou guardonat amb el Premi Nobel de Química pel desenvolupament de mètodes cristal·logràfics per desxifrar els complexos proteics dels àcids nucleics.